# Цигэнеску, Михэйцэ
Михэйцэ Василе Цигэнеску (рум. Mihăiță Vasile Țigănescu; род. 4 февраля 1998, Horodnic de Jos, Сучава) — румынский гребец. Представляет бухарестское «Динамо». Серебряный призёр Олимпийских игр 2020 в Токио и участник игр 2024 года в Париже.
Чемпион мира 2016 года среди юношей. Побеждал на молодёжных чемпионатах мира 2017 и 2018 годов.
8 раз участвовал в чемпионатах Европы (2017, 2018, 2019, 2020, 2021, 2022, 2023, 2024). На этом уровне имел одну золотую награду в турнире 2018 года в Глазго, две серебряные (2021, 2023) и две бронзовые (2022, 2024) медали.
На чемпионатах мира выступал четыре раза (2018, 2019, 2022, 2023), завоёвывая серебро турнира 2019 года в Австрии.
Учился в Крайовском университете.